# Ashes to Ashes (singel Anny Bergendahl)
Ashes to Ashes (pol. Popioły do popiołów) – singel szwedzkiej piosenkarki Anny Bergendahl wydany 23 lutego 2019 roku przez wytwórnię Warner Music Sweden. Utwór został napisany i skomponowaany przez Bobby’ego Ljunggrena, Thomasa G:sona, Erika Bernholma i samą artystkę. Singel otrzymał status złotej płyty.
Kompozycja brała udział w Melodifestivalen 2019 i 2 lutego 2019 wystąpiła w pierwszym półfinale selekcji, z którego trafiła do koncertu „drugiej szansy” i pomyślnie zakwalifikowała się do finału rozgrywanego w Friends Arena w Sztokholmie. Będąc jedną z faworytek do zwycięstwa zajęła ostatecznie 10. miejsce z sumą 56 punktów.
We wrześniu przez członków OGAE został zorganizowany wirtualny konkurs, który daje drugą szansę utworom, które nie wygrały swoich selekcji. „Ashes to Ashes” zostało wybrane przez członków szwedzkiej organizacji jako swój reprezentant i zajęło finalnie 3. miejsce z sumą 272 punktów.

## Notowania
| Kraj    | Lista (2019)      | Pozycja |
| ------- | ----------------- | ------- |
| Szwecja | Sverigetopplistan | 12      |